# Baculifera remensa
Baculifera remensa är en lavart som först beskrevs av James Stirton och fick sitt nu gällande namn av Bernhard Marbach 2000. 
Baculifera remensa ingår i släktet Baculifera och familjen Caliciaceae. Inga underarter finns listade i Catalogue of Life.